# Eilat Challenger 1997
L'Eilat Challenger 1997 è stato un torneo di tennis facente parte della categoria ATP Challenger Series nell'ambito dell'ATP Challenger Series 1997. Il torneo si è giocato a Eilat in Israele dall'8 al 13 dicembre 1997 su campi in cemento indoor.

## Vincitori

### Singolare
Tuomas Ketola ha battuto in finale  Neville Godwin con il punteggio di 6–3, 6–4

### Doppio
Patrick Baur /  Andrej Čerkasov hanno battuto in finale  Sander Groen /  Rogier Wassen con il punteggio di 6–3, 7–6